# Juan Sebastian Elkano
Juan Sebastián Elcano(1476-4. kolovoza 1526.) bio je španjolsko-baskijski istraživač koji je završio prvo obilaženje Zemlje. Nakon Magellanove smrti na Filipinima, Elcano je preuzeo zapovjedništvo nad Nau Victoria od Molučkih otoka do Sanlúcar de Barrameda, u pokrajini Cadiz u Španjolskoj.

## Mladost
Elcano je rođen 1476. kao sin Dominga Sebastiána Elcana I. i Cataline del Puerto. Imao je tri brata: Dominga Elcana II, katoličkog svećenika, Martína Péreza Elcana i Antona Martín Elcana.

## Vojna karijera
Elcano borio u talijanskim ratovima gdje mu je zapovjednik bio Gonzalo Fernández de Córdoba, a 1509. godine se pridružio španjolskoj ekspediciji u organizaciji kardinala Francisca Jiméneza de Cisnerosa protiv Alžira.

## Trgovačka mornarica
Elcano se naselio u Sevilli i postao kapetan trgovačkog broda. Nakon kršenja španjolskih zakona   predajom genovskim bankarima u otplati duga, tražio je oprost od španjolskog kralja Karla I., potpisavši se kao podređeni časnik na Magellanovoj ekspediciji u Istočnoj Indiji.

## Putovanje oko svijeta
Elcano je služio kao mornarički zapovjednik kralaj Karla I.   i sudjelovao u ekspediciji na Filipine. Oni su isplovili s pet brodova, Concepcion, San Antonio, Santiago, Trinidad i Victoria s 241 člana posade iz Španjolske godine 1519. Elcano je sudjelovao u pobuni protiv Magellana prije nego što je konvoj otkrio prolaz kroz Južnu Ameriku, tjesnac Magellan. Bio je pošteđen od Magellana i nakon pet mjeseci napornog rada u lancima postavljen je za zapovjednika galije. Santiago je kasnije uništen u oluji. Flota je plovila preko Atlantskog oceana do istočne obale Brazila i Puerto San Julián u Argentini. Nekoliko dana kasnije su otkrili prolaz sada poznat kao tjesnaca Magellan nalazi u južnom rtu Južne Amerike i plovili kroz tjesnac. Posada broda San Antonio se pobunila i vratila u Španjolsku. Dana 28. studenog 1520., tri broda su isplovila za Tihi ocean i oko 19 ljudi umrlo prije nego što su stigli na Guam 6. ožujka 1521. Sukob s obližnjim otokom Rota spriječio je Magellana i Elcana u opskrbi    brodova hranom i vodom. Oni su na kraju sakupili dovoljno zaliha i nastavili putovanje do Filipina gdje su ostali nekoliko tjedana. Razvili su se bliski odnosi između Španjolaca i otočana. Oni su sudjelovali u preobraćenju Cebuano plemena na kršćanstvo i postali uključeni u plemenski ratu između suparničkih Filipino skupina na otoku Mactan.
Dana 27. travnja 1521, Magellan je poginuo, a Španjolci poraženi u bitci kod Mactana na Filipinima. Preživjeli članovi ekspedicije nisu mogli odlučiti tko bi trebao naslijediti Magellana. Ljudi su naposljetku glasali o zajedničkoj komandi s vodstvom   Duartea Barbose i Joãoa Serrãoa. U roku od četiri dana ova dvojica su   također poginuli usred masakra po naredbi radže Humabona. Misiji je prijetila katastrofa, a João Lopes de Carvalho je preuzeo zapovjedništvo flote i proveo je krivudavim putem kroz filipinski arhipelag.
Tijekom tog šestomjesečnog bezvoljnog putovanja nakon Magellanove smrti, a prije dolaska do Molučkih otoka, Elcanov je ugled rastao jer su ljudi postali razočarani slabim vodstvom Carvalha. Dva broda, Victoria i Trinidad su konačno stigla na svoje odredište, Molučke otoke, 6. studenog. Odmorili su se i opskrbili tamo te   i ispunili teretni prostor dragocjenim teretom klinčića i začina. Dana 18. prosinca, brodovi su bili spremni otići. Na Trinidadu je iskočila pukotina, i bilo ju je nemoguće   popraviti. Carvalho je ostao s brodom uz 52 drugih nadajući se da će se vratiti kasnije.
Victoria, kojom je zapovijedao Elcano zajedno s još 17 preživjelih europljana od 240 člana ekspedicije i 4 (preživjelih od 13) Timoraca    nastavila je svoje putovanje prema zapadu u Španjolsku prelazeći Indijski i Atlantski ocean. Oni su na kraju stigli Sanlúcar de Barrameda 6. rujna 1522.
Antonio Pigafetta, talijanski znanstvenik, bio je član posade Magellanove i Elcanove ekspedicije. Napisao je nekoliko dokumenata o događajima ekspedicije. Prema Pigafetti plovidba je prekrivena 14,460 liga-oko 81.449 km.

## Počasti
Godine 1525., Elcano se vratio na more, i postao član ekspedicije Loaísa. Imenovan je voditeljem uz Garcíju Jofre de Loaísa kao kapetana, koji je zapovijedao sedam brodova i proglasio Istočnu Indiju posjedom kralja za kralja Karla I.Elcano,  Loaísa i mnogi drugi mornari umrli su od pothranjenosti u Tihom oceanu, ali su preživjeli stigli na svoje odredište i neki od njih su se uspjeli vratiti u Španjolsku.

## Obiteljski život
Elkano se nikad nije ženio ali je imao sina s Marijom Hernández Dernialde zvanog Domingo Elcano kojeg je priznao u svojoj oporuci. Godine 1572. za obilježavanje 50. obljetnice puta kralj Filip II. je nagradio Elkana i njegove nasljednike titulom Markiza od Burglasa .